# Lukas Oldenhuis Tonckens
Lukas Oldenhuis Tonckens (Westervelde, 16 november 1823 - Stadskanaal, 3 augustus 1888) was een Nederlandse burgemeester.

## Leven en werk
Tonckens was een zoon van de burgemeester van Norg Johannes Tonckens en Geziena Kymmell. Hij werd geboren in het Huis te Westervelde. De naam Oldenhuis is afkomstig van zijn grootvader van moederszijde Lucas Oldenhuis Kymmell. Hij studeerde rechten en promoveerde in 1847 aan de Universiteit van Groningen. Tonckens werd in 1849 benoemd tot burgemeester van Emmen. Hij vervulde deze functie gedurende 20 jaar. Daarnaast was hij van 1856 tot 1861 burgemeester van Sleen. In 1869 werd hem op zijn verzoek ontslag verleend als burgemeester van Emmen. Daarna vestigde hij zich als notaris te Stadskanaal. In Emmen was hij reeds kandidaat-notaris.
In 1852 moest hij als burgemeester een aanslag onderzoeken, die gepleegd was op een rijksambtenaar in Roswinkel. Kwaadwilligen hadden geprobeerd de woning van de man met buskruit op te blazen. De bewoners kwamen met de schrik vrij.
Als burgemeester spande hij zich in voor het behoud van de hunebedden in Drenthe in het algemeen en binnen de gemeente Emmen in het bijzonder. Een jaar na zijn aftreden als burgemeester werd er in Emmen een hunebed geheel verwoest. Krantenberichten uit die tijd gaven aan dat zo iets tijdens zijn burgemeesterschap verhinderd zou zijn.
Tonckens huwde op 7 maart 1861 te Winschoten met de aldaar geboren Elisabeth Bosman Tresling, dochter van de arts dr. Jan Bosman Tresling en Alberdiena Stheeman.
- Biografisch Portaal: 76859645
- Digitale Bibliotheek voor de Nederlandse Letteren: tonc012
- International Standard Name Identifier: 0000 0003 8745 1762
- Nederlandse Thesaurus van Auteursnamen: 072573716
- Virtual International Authority File: 280446216
- WorldCat: E39PBJwMFYGgpgWxKWp7Fw3vpP